# Яцків Богдан Васильович
Яцків Богдан Васильович (Псевдо:«Денис», «Сафрон», «Софрон», «172б»; 14 лютого 1919, с. Верхня, Калуський район, Івано-Франківська область — 6 березня 1949, с. Сваричів, Рожнятівський район, Івано-Франківська область) — лицар Бронзового хреста заслуги УПА.

## Життєпис
Народився 14 лютого 1919 р. в с. Верхня Калуського повіту Західно-Української Народної республіки.
Освіта середня. Член ОУН (1944). У підпіллі з 1943 р. Співробітник референтури СБ з 1944 р. Референт СБ Калуського повітового/надрайонного проводу ОУН (1943—1945), командир боївки СБ Калуського окружного проводу ОУН (1945). 
Референт СБ Калуського окружного проводу ОУН (весна 1945 — літо 1948). Заступник референта СБ (08.1948-12.1948) Володимира Лівого «Митаря», референт СБ (12.1948-03.1949) Карпатського крайового проводу ОУН. 
Загинув у криївці в с. Сваричів, Рожнятівський район. Похований у братській могилі воїнів УПА на старому цвинтарі в м. Калуш. 

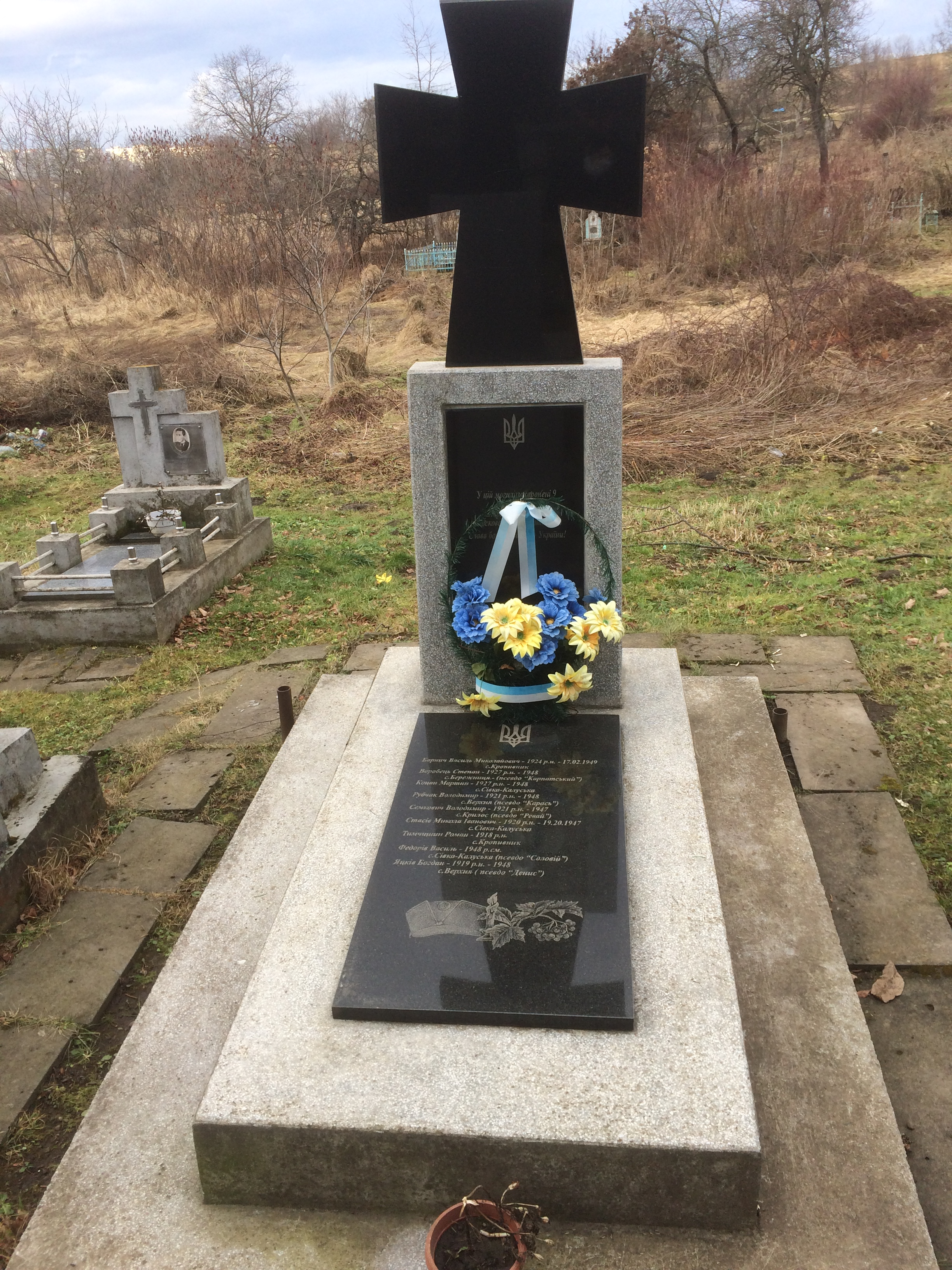
Братська могила воїнів УПА

## Доля родини
Батьки — Анастасія Іванівна і Василь Григорович 2.12.1948 заарештовані і засуджені 28.05.1949 Особливою нарадою при МДБ СРСР на 10 р. ув'язнення. Дружина — Самарик Ольга «Тетяна» загинула 5.12.1948 в бункері в числі групи Володимира Лівого «Митаря»,тоді МДБ відібрало дворічного сина Богдана і він зник безслідно. Доньку Оксану 1940 р.н. вдалося переховати в родича у Львові.

## Нагороди
Відзначений Бронзовим хрестом заслуги (2.09.1948).